# Mycale ulleungensis
Mycale ulleungensis är en svampdjursart som beskrevs av Thomas Robertson Sim och Kang 2004. Mycale ulleungensis ingår i släktet Mycale och familjen Mycalidae. Inga underarter finns listade i Catalogue of Life.